# Polyommatus violaceus
Polyommatus violaceus är en fjärilsart som beskrevs av Otto Staudinger 1892. Polyommatus violaceus ingår i släktet Polyommatus och familjen juvelvingar. Inga underarter finns listade i Catalogue of Life.